# Hans Blunck
Hans Blunck (* 13. September 1885 in Wankendorf (Holstein); † 12. Januar 1958 in Heilbronn) war ein deutscher Phytomediziner.

## Leben und Wirken
Blunck studierte Naturwissenschaften und wurde 1912 an der Philipps-Universität Marburg zum Dr. phil. im Fach Zoologie promoviert. 1914 trat er in den Dienst der Biologischen Reichsanstalt für Land- und Forstwirtschaft. Otto Appel, der Präsident dieser Anstalt, übertrug ihm 1925 die Leitung der neu gegründeten Zweigstelle für Getreide- und Futterpflanzenkrankheiten in Kitzeberg. Im gleichen Jahr habilitierte sich Blunck an der Christian-Albrechts-Universität zu Kiel für das Fachgebiet Pflanzenkrankheiten. 1927 wurde er zum außerordentlichen Professor ernannt. Seine in den folgenden Jahren durchgeführten Untersuchungen über die Fußkrankheiten des Getreides fanden in der Fachwelt starke Beachtung.
Blunck war seit 1923 Mitglied des Stahlhelms. Zum 1. April 1936 trat er der NSDAP bei (Mitgliedsnummer 3.739.050) und schloss sich auch der Marine-SA an.
1935 folgte Blunck einem Ruf an die Rheinische Friedrich-Wilhelms-Universität Bonn auf den damals einzigen ordentlichen Lehrstuhl für Pflanzenkrankheiten in Deutschland. 1939 war er neben seiner Lehrtätigkeit Sachbearbeiter für Pflanzenpathologie in der Fachzeitschrift Der Biologe, die vom SS-Ahnenerbe übernommen worden war. In der Nachkriegszeit war er kurzfristig Leiter des Bonner Instituts für Pflanzenkrankheiten, wurde aber 1948 aus gesundheitlichen Gründen emeritiert.
Blunck arbeitete zwar fast ausschließlich auf dem Gebiet der angewandten Insektenkunde (Entomologie), doch betrachtete er den Pflanzenschutz stets als ein einheitliches Ganzes. In mehreren Beiträgen hat er sowohl den Stand der Pflanzenschutzmaßnahmen in den 30er Jahren als auch die disziplinhistorische Zuordnung des Fachgebietes Pflanzenschutz ausführlich dargestellt. Seit 1937 war er Herausgeber der Zeitschrift für Pflanzenkrankheiten (Pflanzenpathologie) und Pflanzenschutz. 1954 wurde er mit der Otto-Appel-Denkmünze ausgezeichnet. 1955 verlieh ihm die Landwirtschaftliche Hochschule Hohenheim die Ehrendoktorwürde.

## Schriften (Auswahl)
- Alte und neue Aufgaben der Chemie im Pflanzenschutz. In: Der Forschungsdienst, Sonderheft 7, 1938, S. 229–243.
- Pflanzenschutz und Schädlingsbekämpfung. In: Berichte über Landwirtschaft N. F., Sonderheft 148, 1939, S. 99–113.
- Pflanzenschutz als Grenzwissenschaft. In: Decheniana Bd. 98 B, 1939, S. 29–52.